# Lee Harvey Oswald
Lee Harvey Oswald (Nueva Orleans, 18 de octubre de 1939-Dallas, 24 de noviembre de 1963) fue un ex infante de marina estadounidense sospechoso de asesinar a John F. Kennedy, presidente de los Estados Unidos, el 22 de noviembre de 1963. Oswald había sido liberado honorablemente del servicio activo en el Cuerpo de Marines y enviado a la reserva. Desertó a la Unión Soviética en octubre de 1959 y vivió en Minsk hasta junio de 1962, cuando regresó a los Estados Unidos con su esposa rusa, Marina, y finalmente se estableció en Dallas. Cinco investigaciones gubernamentales concluyeron que Oswald disparó y mató a Kennedy desde el sexto piso del Texas School Book Depository mientras el presidente viajaba en una caravana por la Plaza Dealey en Dallas en un automóvil Lincoln convertible, acompañado del gobernador de Texas y sus respectivas esposas.
Unos 45 minutos después de asesinar a Kennedy, Oswald disparó y mató al oficial de policía de Dallas J.D. Tippit en una calle local. Luego entró en una sala de cine, donde fue arrestado por el asesinato de Tippit. Oswald finalmente fue acusado del asesinato del presidente Kennedy. Negó las acusaciones, afirmando que "era un idiota". Dos días después, Oswald fue asesinado a tiros por el dueño de un club local de burlesque nocturno Jack Ruby en el sótano de la sede de la policía de Dallas, cuando era trasladado a declarar a los tribunales asesinado en vivo y visto por la televisión en todo el país sorprendiendo a los alguaciles texanos que nada pudieron hacer por evitarlo. En septiembre de 1964, la Comisión Warren concluyó que Oswald actuó solo cuando asesinó a Kennedy disparando tres tiros desde el depósito de libros escolares de Texas. Esta conclusión, aunque controvertida, fue apoyada por investigaciones previas del FBI, el Servicio Secreto y el Departamento de Policía de Dallas. A pesar de la evidencia forense, balística y de testigos presenciales que respaldan los hallazgos oficiales, las encuestas de opinión pública han demostrado que la mayoría de los estadounidenses no creen en la versión oficial de los hechos emitidos por la Comisión Warren. El asesinato ha generado numerosas teorías de conspiración, sin llegar a una conclusión final. En 1979, el Comité Selecto de la Cámara sobre Asesinatos concluyó que, si bien Oswald fue el autor de los disparos, el asesinato de Kennedy podría tratarse de una conspiración, aunque no fue capaz de identificar individuos u organizaciones que pudiesen estar involucradas.
Sus restos mortales reposan en el cementerio Rose Hill en Fort Worth, Texas.

## Antecedentes biográficos

### Infancia
Lee Harvey Oswald nació en Nueva Orleans, Lousiana, sin conocer a su padre, Robert Edward Lee Oswald (1896-1939), un infante de marina que murió de un ataque al corazón dos meses antes de su nacimiento. Su madre Marguerite Claverie (1907-1981) lo crio junto a su hermano mayor Robert (1934-2017), que también sería infante de marina, y su medio hermano John Pic (1932-2000) hijo del primer matrimonio de su madre). Antes de haber cumplido dieciocho años, Oswald había vivido en veintidós residencias diferentes y asistido a doce colegios distintos, principalmente en el área de Nueva Orleans y de Dallas. La madre de Oswald era de ascendencia francesa y alemana y lo educó en la religión protestante.
Oswald fue un niño retraído y temperamental. A raíz de una pelea con su hermano por parte materna John Pic, fue diagnosticado por el psiquiatra Renatus Hatogs a la edad de catorce años de tener una personalidad esquizoide y tendencias agresivas, lo cual llevó a su madre a regresar a Nueva Orleans desde Nueva York, lo que evitó que recibiera el tratamiento médico prescrito por el psiquiatra. Posteriormente, fue diagnosticado como disléxico, lo cual explicaba algunos rasgos de su carácter.
Cuando era niño, varias personas que lo conocían describieron a Oswald como retraído y temperamental. Cuando Oswald tenía 12 años en agosto de 1952, su madre lo llevó a la ciudad de Nueva York, donde vivieron por un corto tiempo con el medio hermano de Oswald, John. Más tarde, se pidió a Oswald y su madre que se fueran después de una discusión en la que Oswald supuestamente golpeó a su madre y amenazó a la esposa de John con una navaja de bolsillo.
Oswald asistió al séptimo grado en el Bronx, Nueva York, pero a menudo estaba ausente, lo que llevó a una evaluación psiquiátrica en un reformatorio juvenil. El psiquiatra reformatorio, el Dr. Renatus Hartogs, describió a Oswald como inmerso en una "vida de fantasía vívida, girando en torno a los temas de la omnipotencia y el poder, a través del cual [Oswald] trata de compensar sus deficiencias y frustraciones actuales". El Dr. Hartogs detectó una "alteración del patrón de personalidad con características esquizoides y tendencias pasivo-agresivas " y recomendó un tratamiento continuo.
En enero de 1954, Marguerite regresó a Nueva Orleans y se llevó a Lee con ella. En ese momento, había una pregunta pendiente ante un juez de Nueva York sobre si Oswald debería ser retirado del cuidado de su madre para terminar su educación, aunque el comportamiento de Oswald pareció mejorar durante sus últimos meses en Nueva York.
Oswald completó los grados octavo y noveno en Nueva Orleans. Ingresó al décimo grado en 1955, pero dejó la escuela después de un mes. Después de abandonar la escuela, trabajó durante varios meses como empleado de oficina y mensajero en Nueva Orleans. En julio de 1956, la madre de Oswald trasladó a la familia a Fort Worth, Texas, y Oswald se volvió a inscribir en el décimo grado para la sesión de septiembre en la Preparatoria Arlington Heights en Fort Worth. Unas semanas después, en octubre, Oswald dejó la escuela a los diecisiete años para unirse a los Marines. Nunca obtuvo un diploma de escuela secundaria. En este punto, había residido en veintidós ubicaciones y asistido a doce escuelas. 
Aunque Oswald tuvo problemas para deletrear en su juventud y puede haber tenido una "discapacidad de lectura y ortografía", leyó con voracidad. A los quince años, se consideraba un marxista según su diario: "Estaba buscando una clave para mi entorno, y luego descubrí la literatura socialista. Tuve que buscar mis libros en los estantes polvorientos de las bibliotecas". A los dieciséis años escribió al Partido Socialista de América para obtener información sobre su Liga Socialista de Jóvenes, diciendo que había estado estudiando los principios socialistas durante "más de quince meses". Sin embargo, Edward Voebel, "a quien la Comisión Warren había establecido como el amigo más cercano de Oswald durante su adolescencia en Nueva Orleans ... dijo que los informes de que Oswald ya estaba" estudiando el comunismo "eran un montón de tonterías". "Voebel dijo que" Oswald comúnmente leía ' basura de bolsillo ' "

### Con la Patrulla Aérea Civil
A la edad de quince años, se une brevemente a la Civil Air Patrol. Es posible que allí Oswald tuviera contacto con David Ferrie, un piloto con estrechas relaciones con la CIA, y fue también compañero de Barry Seal. David Byrd es el dueño del Depósito de libros escolares de Texas desde donde supuestamente Oswald dispararía a Kennedy en 1963. Los compañeros cadetes lo recordaron asistiendo a reuniones de CAP "tres o cuatro" veces, o "10 o 12 veces" durante un período de uno o dos meses.

### Con los Marines

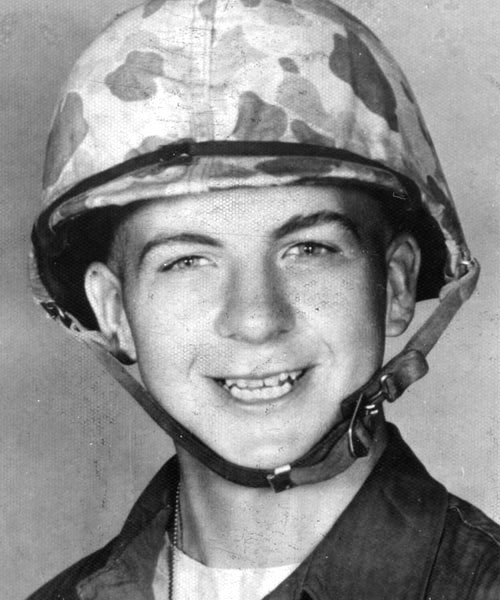
Oswald en su etapa como marine

Oswald se alistó en el Cuerpo de Marines de los Estados Unidos el 24 de octubre de 1956, solo una semana después de su decimoséptimo cumpleaños; Debido a su edad, su hermano Robert Jr. fue obligado a firmar como su tutor legal. Oswald también nombró a su madre y a su medio hermano John como beneficiarios. Oswald idolatraba a su hermano mayor, Robert Jr., y llevaba su anillo del Cuerpo de Marines. John Pic (medio hermano de Oswald) testificó ante la Comisión Warren que el alistamiento de Oswald fue motivado por querer "salir de debajo y de abajo ... del yugo de la opresión de mi madre".
Los documentos de alistamiento de Oswald informan que medía 5 pies y 8 pulgadas (1.73 metros) de alto y pesaba 135 libras (61 kg), con ojos color avellana y cabello castaño. Su entrenamiento principal fue en operaciones de radar, que requirió una autorización de seguridad. Un documento de mayo de 1957 declaró que "se le otorgó la autorización final para manejar asuntos clasificados incluyendo la confidencialidad después de que una cuidadosa verificación de los registros locales no revelara datos despectivos". 
En la Base de la Fuerza Aérea Keesler en Misisipi, Oswald terminó séptimo en una clase de treinta en el Curso de Operador de Control y Advertencia de Aeronaves, que "incluyó instrucción en vigilancia de aeronaves y uso de radar". Se le dio la especialidad ocupacional militar de operador de electrónica de aviación. El 9 de julio, se presentó en la Estación Aérea del Cuerpo de Marines El Toro en California y luego partió hacia Japón al mes siguiente, donde fue asignado al Escuadrón de Control Aéreo Marino 1 en la Instalación Aérea Naval Atsugi cerca de Tokio.

### Puntería
Como todos los marines, Oswald fue entrenado y probado en el campo de tiro. En diciembre de 1956, obtuvo 212, que estaba ligeramente por encima de los requisitos para la designación de francotirador. En mayo de 1959 obtuvo 191, lo que redujo su calificación a tirador.

### Cortes marciales
Oswald fue sometido a una corte marcial después de que accidentalmente se pegó un tiro en el codo con una pistola de calibre 22 no autorizada. Fue juzgado en una corte marcial por segunda vez por pelear con un sargento que pensó que era responsable de su castigo en el asunto del tiroteo. Fue degradado de primera clase a soldado y brevemente encarcelado en el bergantín. Más tarde, Oswald fue castigado por un tercer incidente: mientras estaba de guardia nocturno en Filipinas, disparó inexplicablemente su rifle contra la jungla.
De constitución delgado, Oswald fue apodado Ozzie Rabbit (Conejo Afortunado), por el personaje de dibujos animados; también fue llamado Oswaldskovich por defender los sentimientos prosoviéticos. En noviembre de 1958, Oswald fue transferido de regreso a El Toro, donde la función de su unidad "era servir [ sic ] para aviones, pero básicamente entrenar a hombres y oficiales alistados para su posterior asignación en el extranjero". Un oficial dijo que Oswald era un jefe de equipo "muy competente" y que era "más brillante que la mayoría de la gente". Muy dedicado y muy capaz.
Mientras Oswald estaba en la Infantería de Marina, hizo un esfuerzo por aprender ruso rudimentario. Aunque este fue un esfuerzo inusual, el 25 de febrero de 1959, fue invitado a tomar un examen de competencia marina en ruso escrito y hablado. Su nivel en ese momento fue calificado como "pobre" en la comprensión del ruso hablado, aunque le fue bastante razonable para un soldado de la Marina en ese momento en lectura y escritura. El 11 de septiembre de 1959, recibió una baja por dificultades en el servicio activo, alegando que su madre necesitaba atención. Fue colocado en la Reserva del Cuerpo de Marines de los Estados Unidos.

## Vida adulta

### Deserción a la Unión Soviética
Oswald viajó a la Unión Soviética justo antes de cumplir veinte años en octubre de 1959. Había planeado el viaje con mucha anticipación aprendiendo ruso y ahorrando $ 1,500 dólares de su salario del Cuerpo de Marines (equivalente a $ 10,500 dólares en 2019). Oswald pasó dos días con su madre en Fort Worth, luego se embarcó en barco el 20 de septiembre desde Nueva Orleans a Le Havre, Francia, e inmediatamente viajó al Reino Unido. Al llegar a Southampton el 9 de octubre, le dijo a los funcionarios que tenía $ 700 dólares y que planeaba quedarse una semana antes de ir a una escuela en Suiza. Sin embargo, el mismo día, voló a Helsinki, Finlandia, donde le emitieron una visa soviética el 14 de octubre. Oswald salió de Helsinki en tren al día siguiente, cruzó la frontera soviética en Vainikkala y llegó a Moscú el 16 de octubre. Su visa, válida solo por una semana, debía expirar el 21 de octubre. 
Casi inmediatamente después de llegar, Oswald informó a su guía Intourist de su deseo de convertirse en ciudadano soviético. Cuando los diversos funcionarios soviéticos con los que se encontró le preguntaron por qué, según Oswald, su deseo era incomprensible, dijo que era comunista y dio lo que describió en su diario como "respuestas vagas sobre la 'Gran Unión Soviética'". El 21 de octubre, el día en que su visa expiraba, le dijeron que su ciudadanía solicitada había sido rechazada, y que tenía que abandonar la Unión Soviética esa tarde. Angustiado, Oswald se infligió una herida leve pero sangrienta en la muñeca izquierda en la bañera de su habitación de hotel poco antes de que su guía Intourist llegara para escoltarlo desde el país, según su diario porque deseaba suicidarse de una manera que conmocionaría. Retrasando la partida de Oswald debido a su lesión autoinfligida, los soviéticos lo mantuvieron en un hospital de Moscú bajo observación psiquiátrica hasta el 28 de octubre de 1959. 
Según Oswald, se reunió con otros cuatro funcionarios soviéticos ese mismo día, quienes le preguntaron si quería regresar a los Estados Unidos. Oswald respondió insistiendo en que quería vivir en la Unión Soviética como ciudadano soviético. Cuando lo presionaron para obtener documentos de identificación, proporcionó sus documentos de baja del Cuerpo de Marines. 
El 31 de octubre, Oswald apareció en la embajada de los Estados Unidos en Moscú y declaró su deseo de renunciar a su ciudadanía estadounidense. "He tomado una decisión", dijo; "Pasé." Le dijo al oficial de entrevistas de la embajada de Estados Unidos, Richard Edward Snyder, que "había sido un operador de radar en el Cuerpo de Marines y que había declarado voluntariamente a funcionarios soviéticos no identificados que como ciudadano soviético les daría a conocer dicha información sobre el Cuerpo de Marines y su especialidad que poseía. Insinuó que podría saber algo de especial interés". (Tales declaraciones llevaron a Oswald 'indeseable'.) La historia de Associated Press sobre la deserción de un ex marine de los Estados Unidos a la Unión Soviética se informó en las portadas de algunos periódicos en 1959. 

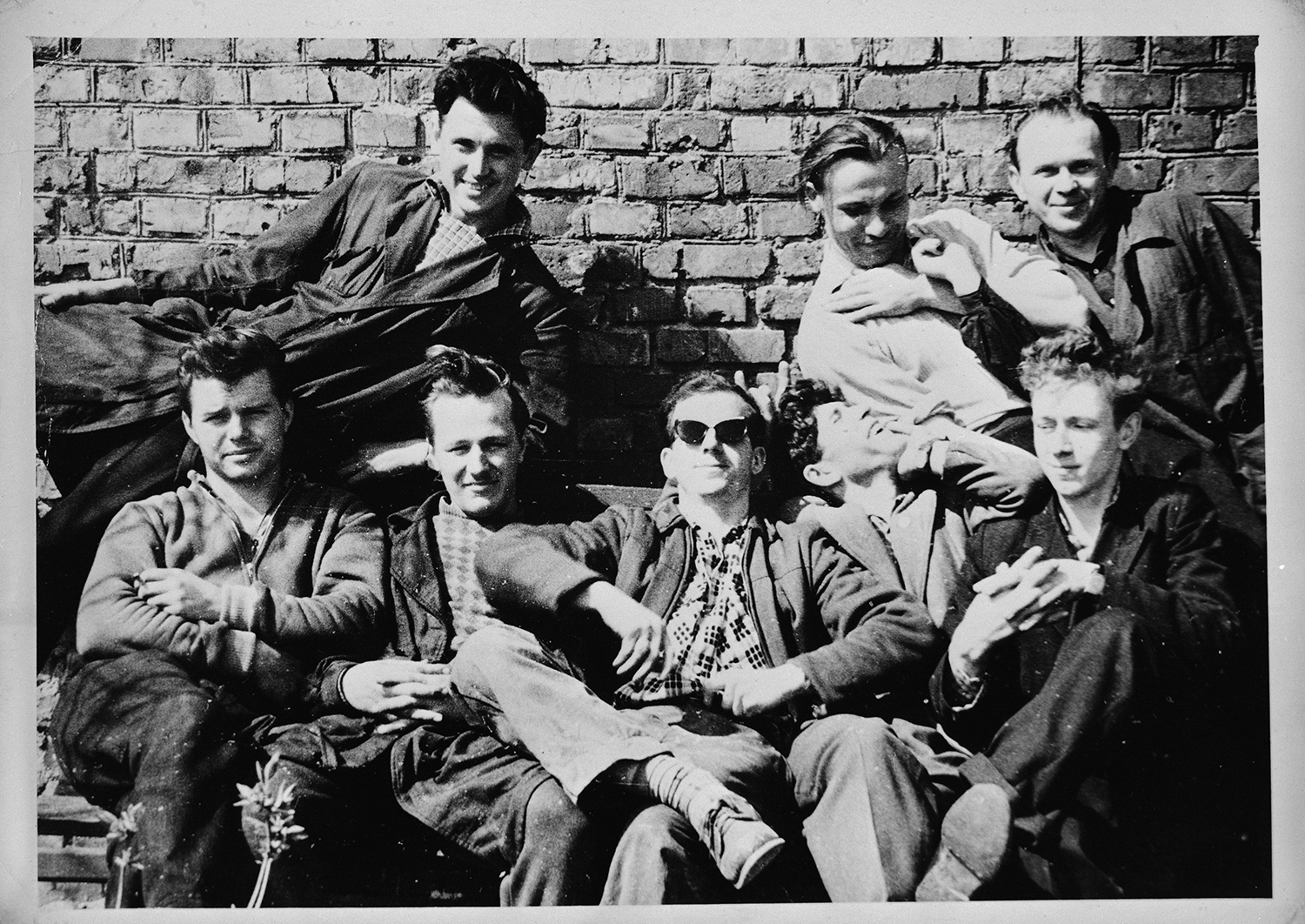
Lee Harvey Oswald (con gafas oscuras) con sus compañeros de trabajo de la fábrica de televisores.

Aunque Oswald había querido asistir a la Universidad Estatal de Moscú, fue enviado a Minsk para trabajar como operador de torno en la Fábrica de Electrónica Gorizont, que producía radios, televisores y electrónica militar y espacial. Stanislau Shushkevich, quien más tarde se convirtió en el primer jefe de Estado independiente de Bielorrusia, también fue contratado por Gorizont en ese momento y fue asignado para enseñar ruso a Oswald. Oswald recibió un estudio  totalmente amueblado y subsidiado por el gobierno en un prestigioso edificio y un suplemento adicional a su salario de fábrica, lo que le permitió tener un nivel de vida confortable según los estándares soviéticos de la clase trabajadora, aunque era mantenido bajo constante vigilancia.
Desde aproximadamente junio de 1960 hasta febrero de 1961, Oswald tuvo una relación personal con Ella German, una compañera de trabajo en la fábrica. Él le propuso matrimonio a principios de 1961, pero ella se negó con la explicación de que no lo amaba y tenía miedo de casarse con un estadounidense. Algunos investigadores creen que el rechazo de German a la propuesta de matrimonio de Oswald pudo haber tenido mucho que ver con su desilusión con la vida en la Unión Soviética y su decisión de regresar a los Estados Unidos.
Oswald escribió en su diario en enero de 1961: "Estoy empezando a reconsiderar mi deseo de quedarme. El trabajo es monótono, el dinero que obtengo no tiene dónde gastarlo. No hay clubes nocturnos ni boleras, ni lugares de recreación, excepto los bailes sindicales. He tenido suficiente." Poco después, Oswald (que nunca había renunciado formalmente a su ciudadanía estadounidense) escribió a la Embajada de los Estados Unidos en Moscú solicitando la devolución de su pasaporte estadounidense y proponiendo regresar a los Estados Unidos si se retiraran los cargos en su contra. [sesenta y cinco]

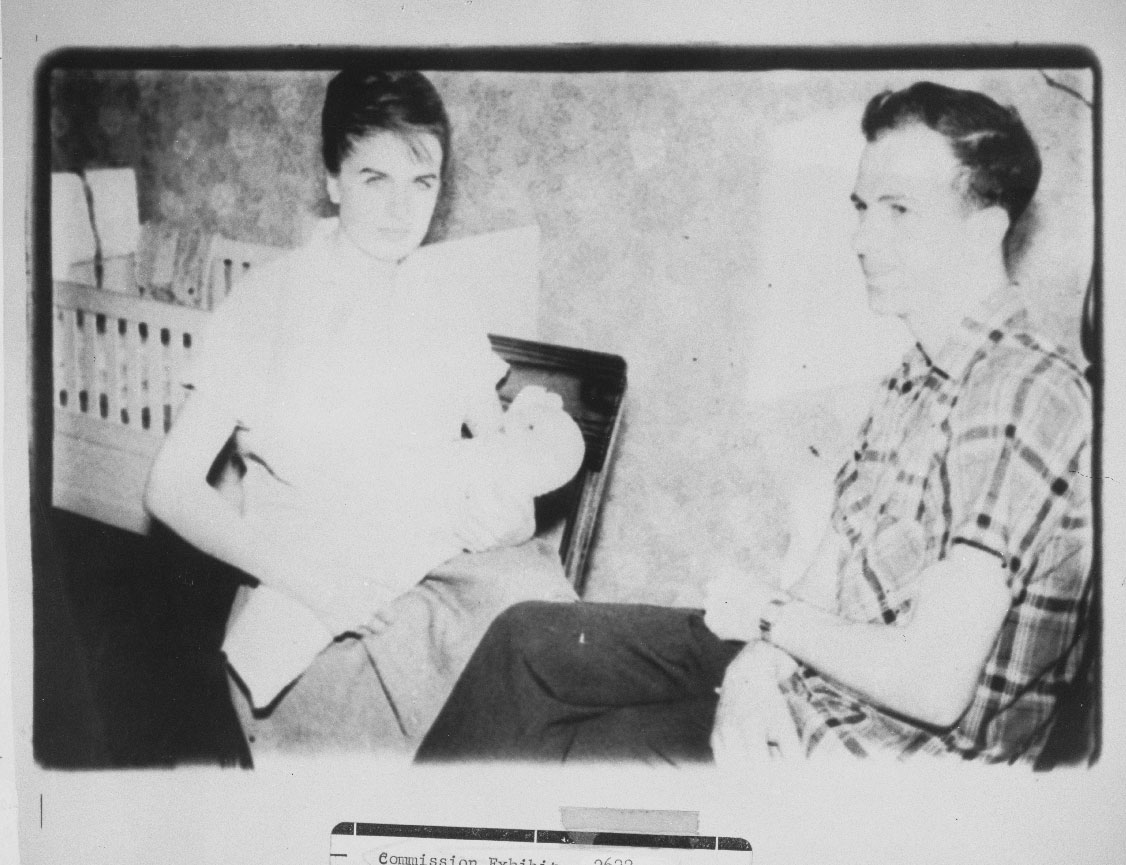
Marina, June y Lee Harvey Oswald en Minsk, 1962.

En marzo de 1961, Oswald conoció a Marina Prusakova (n. 1941), una estudiante de farmacología de diecinueve años. Se casaron en menos de seis semanas después en abril. La primera hija de los Oswalds, nació el 15 de febrero de 1962. El 24 de mayo de 1962, Oswald y Marina solicitaron en la Embajada de los Estados Unidos en Moscú documentos que le permitieron emigrar a los Estados Unidos. El 1° de junio, la Embajada de los Estados Unidos le otorgó a Oswald un préstamo de repatriación de $ 435.71 dólares. Oswald, Marina y su pequeña hija se fueron a los Estados Unidos, donde recibieron menos atención de la prensa de lo que esperaba Oswald.

### Dallas-Fort Worth
Los Oswald pronto se establecieron en el área de Dallas / Fort Worth , donde vivían la madre y el hermano de Lee. Lee comenzó un manuscrito sobre la vida soviética, aunque finalmente abandonó el proyecto. Los Oswald también se familiarizaron con una serie de emigrantes anticomunistas rusos y de Europa del Este en la zona. En testimonio a la Comisión Warren, Alexander Kleinlerer dijo que los emigrados rusos simpatizaban con Marina, mientras que simplemente toleraban a Oswald, a quien consideraban grosero y arrogante.
Aunque los emigrantes rusos finalmente abandonaron a Marina cuando ella no dio muestras de dejar a su esposo, Oswald encontró un amigo poco probable en el emigrante ruso George de Mohrenschildt, de cincuenta y un años, un geólogo petrolero bien educado con conexiones comerciales internacionales. Un nativo de Rusia, Mohrenschildt más tarde le dijo a la Comisión Warren que Oswald tenía una "fluidez notable en ruso". Marina, mientras tanto, se hizo amiga de Ruth Paine, una cuáquera que intentaba aprender ruso, y su esposo Michael Paine, que trabajaba para Bell Helicopter. 
En julio de 1962, Oswald fue contratado por Leslie Welding Company en Dallas. No le gustó el trabajo y renunció después de tres meses. El 12 de octubre, comenzó a trabajar para la firma de artes gráficas de Jaggars-Chiles-Stovall como aprendiz de impresión fotográfica. Un compañero de trabajo en Jaggars-Chiles-Stovall testificó que la rudeza de Oswald en su nuevo trabajo era tal que las peleas amenazaban con estallar, y que una vez vio a Oswald leyendo una publicación en ruso. Oswald fue despedido casi seis meses después, en la primera semana de abril de 1963.

## Intento de asesinato de Edwin Walker

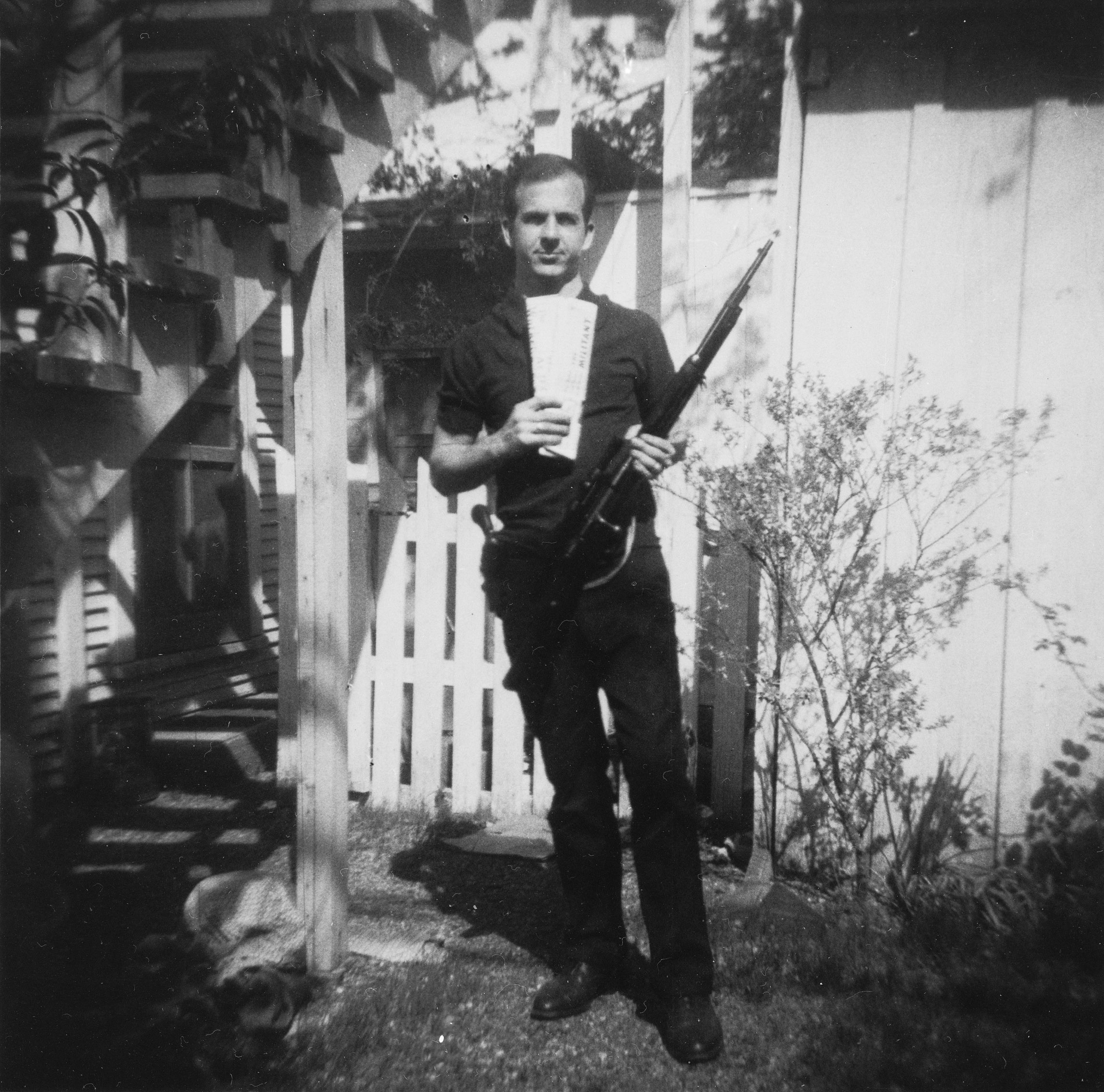
Foto de Lee Harvey Oswald con rifle, tomada en el patio trasero de Oswald, Neely Street, Dallas Texas, marzo de 1963. La foto era la prueba 133-A de la Comisión Warren.

En marzo de 1963, Oswald usó el alias "A. Hidell" para realizar una compra por correo de un rifle Carcano de segunda mano de calibre 6.5 mm por $ 29.95 dólares. También compró un revólver calibre .38 Smith & Wesson Modelo 10 por el mismo método. La Comisión Warren concluyó que Oswald intentó matar al mayor general estadounidense retirado Edwin Walker el 10 de abril de 1963, y que Oswald disparó el rifle Carcano a Walker a través de una ventana desde menos de 100 pies (30 m) de distancia mientras Walker se sentaba a un escritorio en su casa de Dallas. La bala golpeó el marco de la ventana y las únicas heridas de Walker fueron fragmentos de bala en el antebrazo. El Comité Selecto de la Cámara de los Estados Unidos sobre Asesinatos declaró que la "evidencia sugiere fuertemente" que Oswald llevó a cabo el tiroteo.
El general Walker era un franco anticomunista, segregacionista y miembro de la Sociedad John Birch. En 1961, Walker había sido relevado de su comando de la 24a División del Ejército de los Estados Unidos en Alemania Occidental por distribuir literatura de derecha a sus tropas. Las acciones posteriores de Walker en oposición a la integración racial en la Universidad de Misisipi llevaron a su arresto por insurrección, conspiración sediciosa y otros cargos. Fue recluido temporalmente en una institución mental por orden del hermano del presidente Kennedy, el fiscal general Robert F. Kennedy, pero un gran jurado declinó acusarlo.
Marina Oswald testificó que su esposo le dijo que él viajó en autobús a la casa del general Walker y disparó a Walker con su rifle. Ella dijo que Oswald consideraba a Walker como el líder de una " organización fascista". Una nota que Oswald dejó para Marina la noche del intento, diciéndole qué hacer si no regresaba, no se encontró hasta diez días después del asesinato de Kennedy.
Antes del asesinato de Kennedy, la policía de Dallas no tenía sospechosos en el tiroteo de Walker, pero se sospechaba la participación de Oswald a las pocas horas de su arresto después del asesinato. La bala Walker estaba demasiado dañada para realizar estudios balísticos concluyentes sobre ella, pero el análisis de activación de neutrones mostró que era "extremadamente probable" que fuera hecha por el mismo fabricante y para la misma marca de rifle que los dos balas que luego hirieron a Kennedy.
George de Mohrenschildt declaró que "sabía que a Oswald no le gustaba el general Walker". Al respecto, de Mohrenschildt y su esposa Jeanne recordaron un incidente que ocurrió el fin de semana siguiente al intento de asesinato de Walker. Los dos Mohrenschild testificaron que el 14 de abril de 1963, justo antes del domingo de Pascua, estaban visitando a los Oswalds en su nuevo departamento y les habían traído un conejito de Pascua para que se lo dieran a su hija. Mientras Marina, la esposa de Oswald, le mostraba a Jeanne el apartamento, descubrieron el rifle de Oswald de pie, apoyado contra la pared dentro de un armario. Jeanne le dijo a George que Oswald tenía un rifle, y George bromeó con Oswald: "¿Fuiste tú quien le disparó al general Walker?" Cuando se le preguntó acerca de la reacción de Oswald a esta pregunta, George de Mohrenschildt dijo a la Comisión Warren que Oswald "sonrió ante eso". Cuando se le preguntó a la esposa de George, Jeanne, sobre la reacción de Oswald, ella dijo: "No noté nada"; ella continuó, "comenzamos a reírnos, gran broma, gran broma de George". Jeanne de Mohrenschildt testificó que esta fue la última vez que ella o su esposo vieron a los Oswalds. 

### Nueva Orleans
Oswald regresó a Nueva Orleans el 24 de abril de 1963. La amiga de Marina, Ruth Paine, la llevó en automóvil desde Dallas para unirse a Oswald en Nueva Orleans el mes siguiente. El 10 de mayo, Oswald fue contratado por Reily Coffee Company como engrasador de maquinaria. Fue despedido en julio "porque su trabajo no era satisfactorio y porque pasó demasiado tiempo merodeando en el garaje de Adrián Alba, donde leía fusiles y revistas de caza".
El 26 de mayo, Oswald escribió a la sede de la ciudad de Nueva York del Comité Fair Play for Cuba de Fidel Castro, proponiendo alquilar "una pequeña oficina a mi costa para formar una sucursal de FPCC aquí en Nueva Orleans". Tres días después, el FPCC respondió a la carta de Oswald que aconsejaba no abrir una oficina en Nueva Orleans "al menos no ... al principio". En una carta de seguimiento, Oswald respondió: "Contra su consejo, he decidido tomar una oficina desde el principio".
El 29 de mayo, Oswald ordenó los siguientes artículos de una impresora local: 500 formularios de solicitud, 300 tarjetas de membresía y 1000 folletos con el título "Manos fuera de Cuba". Según la esposa de Lee Oswald, Marina, Lee le dijo que firmara el nombre "AJ Hidell" como presidente del capítulo en su tarjeta de membresía.
Según el militante anticastrista Carlos Bringuier, Oswald lo visitó el 5 y 6 de agosto en una tienda de su propiedad en Nueva Orleans. Bringuier fue el delegado de Nueva Orleans para la organización anticastrista Directorio Revolucionario Estudiantil (DRE). Bringuier luego le diría a la Comisión Warren que creía que las visitas de Oswald eran un intento de infiltrarse en su grupo. El 9 de agosto, Oswald apareció en el centro de Nueva Orleans entregando folletos pro-Castro. Bringuier se enfrentó a Oswald, alegando que un amigo lo alertó sobre la distribución de folletos de Oswald. Se produjo una pelea y Oswald, Bringuier y dos de sus amigos fueron arrestados por perturbar la paz. Antes de abandonar la estación de policía, Oswald solicitó hablar con un agente del FBI. Oswald le dijo al agente que era miembro de la rama de Nueva Orleans del Comité de Juego Limpio para Cuba, que según él tenía 35 miembros y estaba dirigido por AJ Hidell. De hecho, Oswald era el único miembro de la rama y nunca había sido contratado por la organización nacional.
Una semana después, el 16 de agosto, Oswald volvió a distribuir folletos de Fair Play para Cuba con dos ayudantes contratados, esta vez frente al Centro de Comercio Internacional. El incidente fue filmado por WDSU, una estación de televisión local. Al día siguiente, Oswald fue entrevistado por el comentarista de radio de WDSU William Stuckey, quien investigó los antecedentes de Oswald. Unos días después, Oswald aceptó la invitación de Stuckey para participar en un debate radial con Carlos Bringuier y el asociado de Bringuier, Edward Scannell Butler, jefe del Consejo de Información de las Américas (INCA).

### México
La amiga de Marina, Ruth Paine, transportó a Marina y a su hijo en automóvil desde Nueva Orleans a la casa de Paine en Irving, Texas, cerca de Dallas, el 23 de septiembre de 1963. Oswald se quedó en Nueva Orleans al menos dos días más para recoger un cheque de desempleo de 33 dólares. Es incierto cuando salió de Nueva Orleans. Luego se sabe que abordó un autobús en Houston el 26 de septiembre, con destino a la frontera mexicana, en lugar de Dallas, y que le dijo a otros pasajeros que planeaba viajar a Cuba a través de México. Llegó a la Ciudad de México el 27 de septiembre, donde solicitó una visa de tránsito en la Embajada de Cuba, alegando que quería visitar Cuba camino a la Unión Soviética. Los funcionarios de la embajada cubana insistieron en que Oswald necesitaría la aprobación soviética, pero no pudo obtener la cooperación inmediata de la embajada soviética. Los documentos de la CIA señalan que Oswald habló "un ruso terrible apenas reconocible" durante sus reuniones con funcionarios cubanos y soviéticos. 
Después de cinco días de traslados entre consulados, e incluyendo una acalorada discusión con un funcionario del consulado cubano, súplicas apasionadas a los agentes de la KGB y al menos un poco de escrutinio de la CIA, un funcionario consular cubano le dijo a Oswald que no estaba dispuesto a hacerlo. aprobar la visa, diciendo que "una persona como [Oswald] en lugar de ayudar a la Revolución Cubana, le estaba haciendo daño". Más tarde, el 18 de octubre, la embajada cubana aprobó la visa, pero para entonces Oswald había regresado a Estados Unidos y había renunciado a sus planes de visitar Cuba y la Unión Soviética. Aún más tarde, once días antes del asesinato del presidente Kennedy, Oswald escribió a la embajada soviética en Washington D. C., diciendo: "¿Había podido llegar a la embajada soviética en La Habana?, según lo planeado, la embajada allí habría tenido tiempo de completar nuestro negocio ".
Si bien la Comisión Warren concluyó que Oswald había visitado la Ciudad de México y los consulados cubanos y soviéticos, las preguntas sobre si alguien que se hizo pasar por Oswald había aparecido en las embajadas eran lo suficientemente serias como para ser investigadas por el Comité Selecto de Asesinatos de la Cámara. Más tarde, el Comité acordó con la Comisión Warren que Oswald había visitado la Ciudad de México y concluyó que "la mayoría de las pruebas tienden a indicar" que Oswald de hecho visitó los consulados, pero el Comité no podía descartar la posibilidad de que alguien más hubiera usado su nombre en visitar los consulados.
Según un documento de la CIA publicado en 2017, es posible que Oswald estuviera tratando de obtener los documentos necesarios de las embajadas para escapar rápidamente a la Unión Soviética después del asesinato. Aparentemente recibió la ayuda de una secretaria que trabajaba en la embajada de Cuba, en la Ciudad de México, de nombre Silvia Durán con la cual inclusive tuvo una relación romántica. Hay fotos en donde se ve a Oswald con ella en una fiesta realizada en septiembre de 1963 en el domicilio de la escritora Elena Garro.

### Regreso a Dallas
El 2 de octubre de 1963, Oswald salió de la Ciudad de México en autobús y llegó a Dallas al día siguiente. Ruth Paine dijo que su vecina le dijo, el 14 de octubre, que había un puesto vacante en el Texas School Book Depository, donde trabajaba el hermano de su vecino, Wesley Frazier. La Sra. Paine informó a Oswald, quien fue entrevistado en el depositario y fue contratado allí el 16 de octubre como agente de pago de salario mínimo de $ 1.25 dólares por hora. El supervisor de Oswald, Roy S. Truly (1907-1985), dijo que Oswald "hizo un buen día de trabajo" y era un empleado superior a la media. Durante la semana, Oswald se quedó en una casa de huéspedes de Dallas bajo el nombre de "OH Lee", pero pasó sus fines de semana con Marina en la casa de Paine en Irving. Oswald no conducía un automóvil, pero viajaba de ida y vuelta a Dallas los lunes y viernes con su compañero de trabajo Wesley Frazier. El 20 de octubre (un mes antes del asesinato), nació la segunda hija de los Oswalds, Audrey.
Los agentes del FBI visitaron dos veces la casa de Paine a principios de noviembre, cuando Oswald no estaba presente, y hablaron con la Sra. Paine. Oswald visitó la oficina del FBI de Dallas aproximadamente dos o tres semanas antes del asesinato, pidiendo ver al Agente Especial James P. Hosty. Cuando le dijeron que Hosty no estaba disponible, Oswald dejó una nota que, según la recepcionista, decía: "Que esto sea una advertencia. Volaré al FBI y al Departamento de Policía de Dallas si no dejas de molestar a mi esposa". [firmado] "Lee Harvey Oswald". La nota supuestamente contenía algún tipo de amenaza, pero las cuentas varían en cuanto a si Oswald amenazó con "hacer estallar al FBI" o simplemente "informar esto a las autoridades superiores". Según Hosty, la nota decía: "Si tienes algo que quieras saber sobre mí, ven a hablarme directamente. Si no dejas de molestar a mi esposa, tomaré las medidas apropiadas y lo reportaré a las autoridades correspondientes. " El agente Hosty dijo que destruyó la nota de Oswald por orden de su superior, Gordon Shanklin, después de que Oswald fuera nombrado sospechoso en el asesinato de Kennedy.

## Asesinato de Kennedy
El 22 de noviembre de 1963, el presidente John F. Kennedy llegó a Dallas. La ruta de la comitiva presidencial debía pasar justo por enfrente del Texas School Book Depository, edificio en el cual Oswald trabajaba. A las 12:30 exactamente, en el descapotable presidencial, segundo coche de una serie de varios vehículos que trasladaban funcionarios y periodistas llegó a la Plaza Dealey, la comitiva debió hacer una serie de virajes para respetar el recorrido que normalmente hacían las personalidades importantes que visitaban la ciudad de Dallas. 
Tras pasar por el edificio donde Oswald trabajaba, se oyeron tres disparos. Uno de estos disparos alcanzó a Kennedy sin matarlo, pero otro, probablemente el último de los tres, hirió mortalmente a Kennedy en la cabeza.
El policía Marrion Baker, de la Dallas Police Department, oyó los disparos y corrió hacia la entrada del TSBD, pues percibió que los disparos parecían venir desde allí. Comenzó a subir las escaleras y al llegar al segundo piso, donde funcionaba la cafetería, vio a un individuo que entraba presuroso hacia un cuarto que tenía una máquina expendedora de gaseosas. Era Lee Harvey Oswald.
A Baker le pareció sospechoso este individuo y le ordenó que se le detuviera. Al mismo tiempo llegó al lugar Roy Trully, encargado del personal del Depósito, quien le comunicó al policía que ese joven (Oswald) trabajaba allí.
Baker dejó a Oswald, quien bebió un refresco de la máquina expendedora. Luego Oswald se retiró y desapareció del lugar rumbo a su domicilio. Casi inmediatamente se inició su búsqueda como principal sospechoso, siendo arrestado. 
En su camino mató al policía J.D. Tippit por el cual fue arrestado en el Teatro de Texas, ya en la comisaría la policía se dio cuenta de que tenía en custodia al sospechoso del asesinato del presidente.

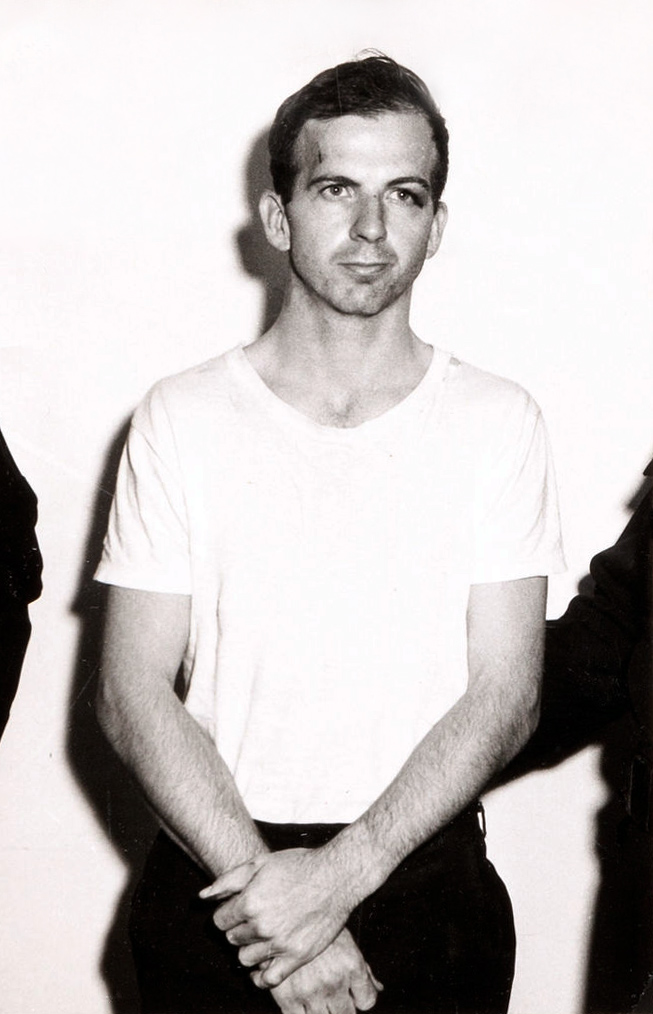
Oswald fotografiado el 23 de noviembre de 1963, un día después de asesinar al presidente de los Estados Unidos, John F. Kennedy.

Se descubrió una huella palmar de Oswald en un fusil Carcano M91/38 de calibre 6,5 × 52 mm Mannlicher-Carcano que fue encontrado en una oficina del Texas Book Depository, lugar preciso que se presumía como el origen de los disparos. También se encontraron huellas dactilares de Oswald en las cajas de cartón y en bolsas de mano en el piso en el que trabajaba.
Al ser interrogado por la Policía de Dallas, Oswald negó en todo momento haber participado en el asesinato de John F. Kennedy. Él afirmó en público que era un patsy (término usado por la mafia para describir a alguien a quien se trata de culpar por un crimen que no cometió), algo así como «chivo expiatorio».

## Asesinato de Oswald

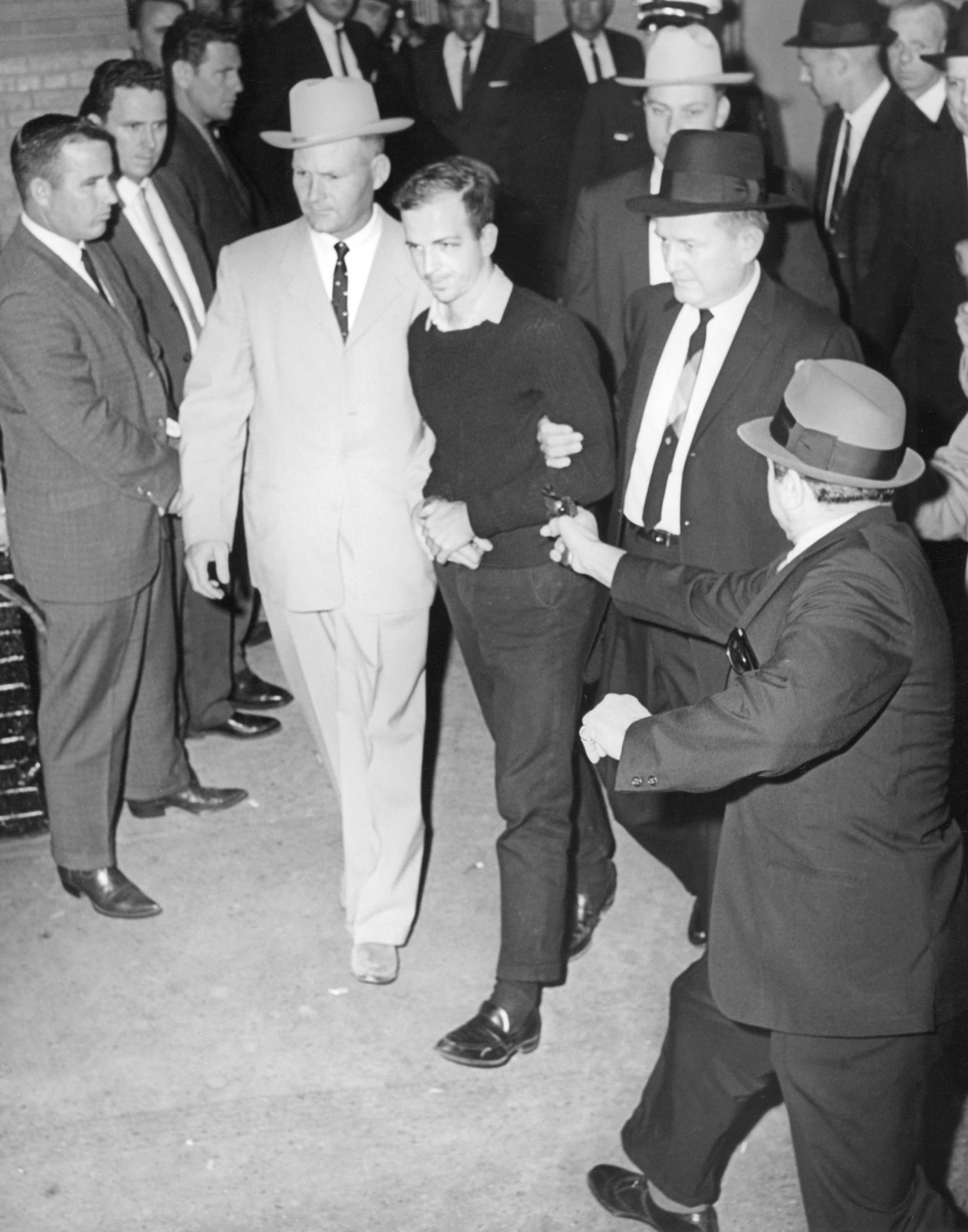
Asesinato de Lee Harvey Oswald el 24 de noviembre de 1963.

El 24 de noviembre de 1963, la policía de Dallas decide trasladar a Oswald a la cárcel del condado. Mientras Oswald es trasladado por los estacionamientos subterráneos del cuartel de la policía, Jack Ruby se abre paso violentamente entre la multitud de periodistas, fotógrafos y camarógrafos presentes y dispara a Oswald en el abdomen, hiriéndolo de muerte. Oswald muere en el hospital poco después.
La autopsia subsecuente revelaría que la bala había perforado virtualmente todas las estructuras anatómicas significativas, incluyendo el estómago, bazo, hígado, aorta, diafragma, un riñón, la vena cava inferior y la vena renal. Pero aparte de las heridas, Oswald se encontraba en buena salud y no se encontraron anormalidades o anomalías en ninguna parte de su cuerpo, incluyendo su cerebro.
El 4 de octubre de 1981 el cuerpo fue exhumado y se le realizó una segunda necropsia para confirmar su identidad después de que un abogado británico (que pagó por la exhumación) promoviera la teoría de conspiración de que el hombre que había muerto en Dallas y enterrado como Oswald no era Oswald sino un agente soviético. La segunda autopsia reveló un cadáver descompuesto al grado de sus huesos se desintegraban cuando eran manipulados y con todos los pocos tejidos suaves que quedaban habiéndose convertido en cera cadavérica, pero también confirmó sin lugar a dudas la identidad del cadáver como aquel de Oswald.

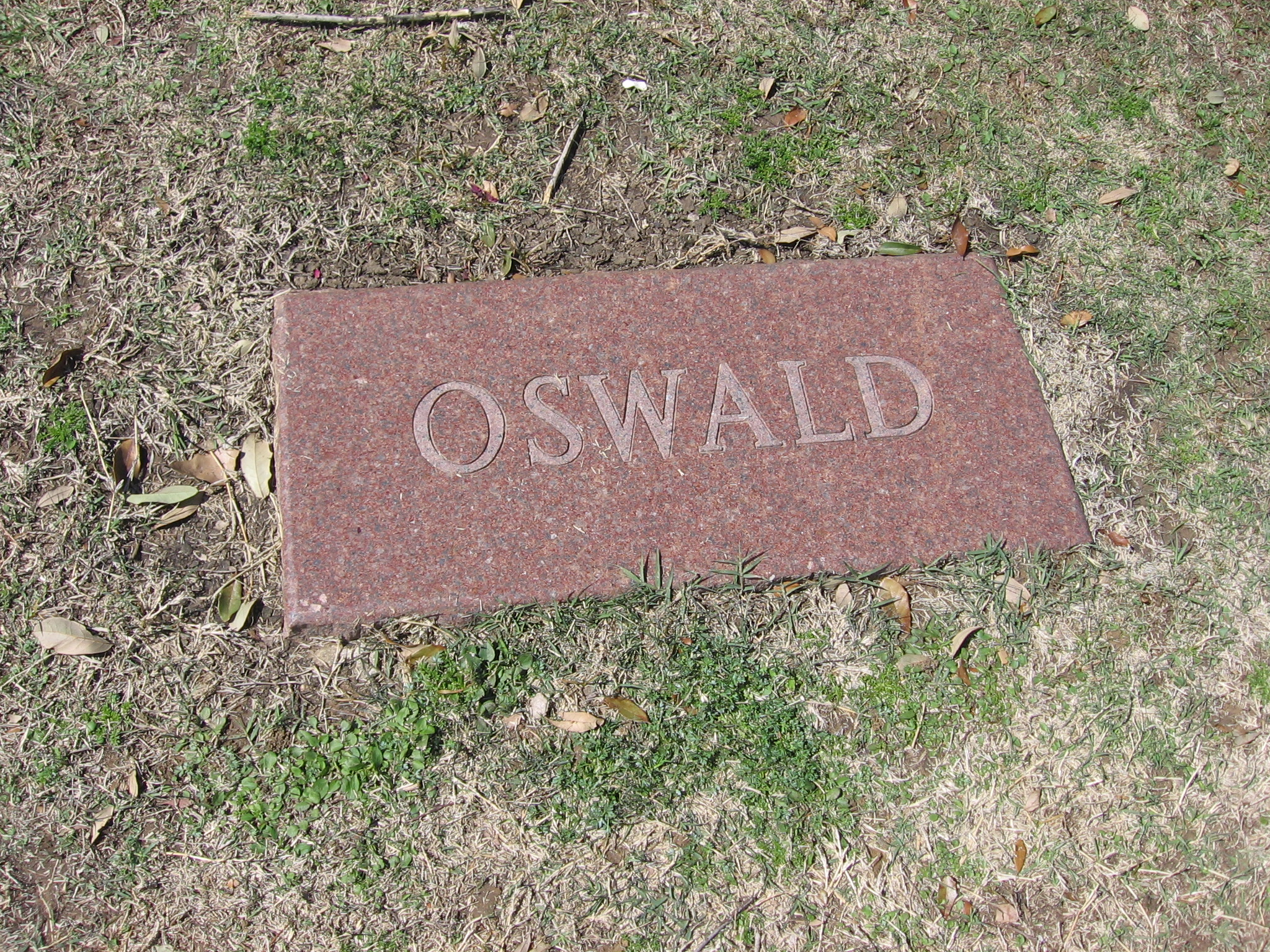
Tumba de Lee Harvey Oswald.

## Comisión Warren
Después de la muerte de John F. Kennedy, el vicepresidente Lyndon B. Johnson juró el cargo como sucesor y 36º presidente, en el propio avión presidencial Air Force One de regreso a Washington desde Dallas. 
Johnson constituyó una comisión para «certificar, evaluar e informar sobre los hechos que rodearon el asesinato de John F. Kennedy.» La comisión, de siete miembros, fue presidida por Earl Warren, presidente de la Corte Suprema de los Estados Unidos (1953-1969), y estuvo compuesta además por:
- Gerald Ford;
- Allen Dulles;
- John McCloy;
- Richard Russell;
- John Sherman Cooper;
- Thomas Boggs.

## Comité Selecto de la Cámara sobre Asesinatos
El Comité Selecto de la Cámara sobre Asesinatos (U.S. House of Representatives Select Committee on Assassinations) o (HSCA) fue establecido en 1976 para investigar los asesinatos de John F. Kennedy y del doctor Martin Luther King Jr. Las investigaciones del comité duraron hasta 1978, y en 1979 emitieron el informe final. El comité concluyó que el presidente John F. Kennedy fue probablemente asesinado como resultado de una conspiración; aunque el comité fue incapaz de identificar otros francotiradores o la extensión de la conspiración.
Oswald fue acusado pero jamás llegó a juicio. En Estados Unidos es presuntamente inocente la persona hasta que un jurado no dictamine su culpabilidad, cosa que jamás ocurrió.

## Teorías de conspiración
Mucha gente no quedó satisfecha con las conclusiones de la Comisión Warren ya que no despeja una gran cantidad de dudas sobre el asesinato. Una de las cuestiones que mayor controversia suscita es si Oswald actuó solo en el asesinato o si había otros tiradores que también actuaron ese día. Las ideas de conspiración toman también fuerza debido al pasado de Oswald, que aparece vinculado tanto a la Unión Soviética y al partido comunista, como a los servicios secretos estadounidenses. Otras líneas de investigación independientes vinculan al crimen organizado con Oswald, los servicios secretos y el asesinato. Oliver Stone, en su película JFK que reseña la investigación del fiscal Jim Garrison sobre el asesinato de Kennedy, vincula a la comunidad de inteligencia de Estados Unidos con la conspiración. Su papel fue interpretado por Gary Oldman.
En todo caso, los escoltas del Servicio Secreto siempre han afirmado haber escuchado sólo tres disparos que pasaron sobre sus cabezas provenientes del Depósito de Libros antes de impactar a Kennedy y han desechado las hipótesis de otros tiradores.
Hasta la fecha se mantiene la conclusión de la Comisión Warren como la aceptada oficialmente.